# Чутожмон
Чутожмо́н (рос. Чутожмон, удм. Чутожмон) — присілок в Малопургинському районі Удмуртії, Росія.
Урбаноніми:
- вулиці — Даулей, Зарічна, Центральна

## Населення
Населення — 64 особи (2010; 73 в 2002).
Національний склад станом на 2002 рік:
- удмурти — 100 %